# Lengua de señas de Zinacantán
La lengua de señas doméstica de Zinacantán o “Z” es una lengua de señas emergente utilizada por una pequeña comunidad tsotsil  en el municipio chiapaneco de Zinacantán, México. Actualmente cuenta con una primera generación de 15 usuarios (tres sordos y doce oyentes), los cuales forman una red social reducida, y está en proceso de transmisión a una segunda generación. A pesar de su relativa juventud, esta lengua se muestra como un sistema de comunicación eficiente con categorías gramaticales identificables y una sintaxis propia.